# Trần Trung Nhàn
Trần Trung Nhàn (1940-2011) là một nhà quay phim, đạo diễn điện ảnh người Việt Nam.  

## Tiểu sử

### Cuộc đời
Trần Trung Nhàn sinh năm 1940, tại Nam Định. Sau khi tốt nghiệp tại Trường Điện ảnh Quốc gia Liên Xô, ông về nước và công tác tại Hãng phim truyện Việt Nam cho đến khi nghỉ hưu năm 2001.
Đầu tháng 9 năm 2011, Trần Trung Nhàn đến bệnh viện làm xét nghiệm tiểu đường thì phát hiện đã mắc ung thư vòm họng vào giai đoạn cuối. Ngày 19 tháng 9 năm 2011. ông qua đời, hưởng thọ 71 tuổi.

### Đời tư
Trần Trung Nhàn có 3 người con, trong đó có hai người làm việc tại Đài Truyền hình Việt Nam, con gái lớn là Biên tập viên và con trai (út) là quay phim - đạo diễn hình ảnh của Đài. Con gái thứ của ông là Trần Thị Bích Ngọc, một nhà sản xuất phim, từng làm việc cho Công ty Thiên Ngân. Bố con Trần Trung Nhàn - Trần Thị Bích Ngọc cũng từng làm đồng đạo diễn trong một số bộ phim truyền hình.

## Sự nghiệp
Tháng 3 năm 1975, Trần Trung Nhàn là thành viên trong 4 tổ quay phim tham gia ghi hình Chiến dịch Hồ Chí Minh. Cùng tổ với ông có đạo diễn Hải Ninh, biên kịch Hoàng Tích Chỉ, nhà quay phim Nguyễn Khánh Dư, thu thanh - nhạc sĩ Đặng Đình Hùng và lái xe Trần Thúy Lan. Kết thúc chiến dịch, họ cho ra đời bộ phim tài liệu Thành phố lúc rạng đông - bộ phim nhựa màu đầu tiên của điện ảnh Việt Nam, tác phẩm này sau đó đã giành giải Bông sen Vàng tại Liên hoan phim Việt Nam lần thứ 4 năm 1977 và Giải thưởng lớn Bồ câu Vàng tại Liên hoan phim Lepzic - Đông Đức.
Trần Trung Nhàn bắt đầu công việc giảng dạy tại trường Đại học Sân khấu – Điện ảnh Hà Nội từ những năm 1976, một số học trò của ông là những nhà quay phim xuất sắc như Phạm Việt Thanh, Nguyễn Hữu Tuấn, Trịnh Quang Tùng và Lý Thái Dũng. Ông cũng từng có thời gian sang giảng dạy về điện ảnh tại Campuchia.
Tác phẩm đầu tay mà ông đảm nhận vai trò quay phim chính là bộ phim truyện nhựa Đứa con nuôi do Nguyễn Khánh Dư đạo diễn. Trong sự nghiệp của mình Trần Trung Nhàn đã giành được 2 giải Quay phim xuất sắc của Liên hoan phim Việt Nam hạng mục Phim truyện điện ảnh, trong đó, kỳ Liên hoan phim Việt Nam lần thứ 5 với 2 bộ phim và Liên hoan phim Việt Nam lần thứ 9 với 3 bộ phim.

## Giải thưởng
| Năm  | Giải thưởng                       | Hạng mục             | Đề cử cho          | Tác phẩm                                      | Kết quả       | Chú thích    |
| ---- | --------------------------------- | -------------------- | ------------------ | --------------------------------------------- | ------------- | ------------ |
| 1977 | Liên hoan phim Việt Nam lần thứ 4 | Phim tài liệu        | Quay phim xuất sắc | Thành phố lúc rạng đông                       | Giải Kỹ thuật | [ 3 ] [ 2 ]  |
| 1980 | Liên hoan phim Việt Nam lần thứ 5 | Phim truyện điện ảnh | Quay phim xuất sắc | Những người đã gặp, Tội lỗi cuối cùng         | Đoạt giải     | [ 11 ] [ 3 ] |
| 1990 | Liên hoan phim Việt Nam lần thứ 9 | Phim truyện điện ảnh | Quay phim xuất sắc | Đêm hội Long Trì - Tướng về hưu - Kiếp phù du | Đoạt giải     | [ 3 ] [ 12 ] |

## Tác phẩm

### Ấn bản
- 2002: Văn học dân gian và Nghệ thuật tạo hình Điện ảnh - Đồng tác giả: Nguyễn Mạnh Lân; Trần Duy Hinh[13][14]

### Vai trò quay phim
| Năm  | Tựa đề                    | HÌnh thức            | Đạo diễn                     | Chú thích                  |
| ---- | ------------------------- | -------------------- | ---------------------------- | -------------------------- |
| 1967 | Khói                      | Điện ảnh             | Trần Vũ                      | Trợ lý quay phim           |
| 1975 | Thành phố lúc rạng đông   | Phim tài liệu        | Hải Ninh                     |                            |
| 1976 | Đứa con nuôi              | Điện ảnh             | Nguyễn Khánh Dư              | [ 10 ]                     |
| 1979 | Những người đã gặp        | Điện ảnh             | Trần Vũ                      |                            |
| 1980 | Tội lỗi cuối cùng         | Điện ảnh             | Trần Phương                  |                            |
| 1981 | Những khoảng cách còn lại | Điện ảnh             | Xuân Sơn                     | [ 15 ]                     |
| 1985 | Đứng trước biển           | Điện ảnh             | Trần Phương                  |                            |
| 1989 | Đêm hội Long Trì          | Điện ảnh             | Hải Ninh                     |                            |
| 1988 | Tướng về hưu              | Điện ảnh             | Nguyễn Khắc Lợi              |                            |
| 1996 | Sống mãi với thủ đô       | Dài tập              | Lê Đức Tiến, Nguyễn Thế Vĩnh |                            |
| 1997 | Vợ chồng chị Hòa          | Điện ảnh truyền hình | Bùi Cường                    | Biên kịch - Kiêm diễn viên |

### Vai trò đạo diễn
| Năm  | Tựa đề                     | HÌnh thức            | Đồng đạo diễn    | Chú thích      |
| ---- | -------------------------- | -------------------- | ---------------- | -------------- |
| 1991 | Hoàng hôn nhiệt đới        | Điện ảnh             |                  |                |
| 1995 | Sông Hồng reo              | Điện ảnh truyền hình | Nguyễn Hữu Luyện |                |
| 1997 | Trưởng ban dân số          | Điện ảnh             | Không có         |                |
| 1997 | Ngã ba giao thừa           | Điện ảnh truyền hình | Không có         |                |
| 1998 | Họa mi về tổ               | Điện ảnh truyền hình | Không có         | Kiêm diễn viên |
| 1998 | Lạc dòng                   | Điện ảnh truyền hình | Không có         |                |
| 1998 | Chân dung tình yêu         | Điện ảnh truyền hình | Không có         |                |
| 1999 | Chìm nổi bên sông          | Điện ảnh truyền hình | Không có         |                |
| 2000 | Ước nguyện trước hoàng hôn | Điện ảnh truyền hình | Trần Bích Ngọc   |                |
| 2001 | Hồi ức tình yêu            | Điện ảnh truyền hình | Trần Bích Ngọc   |                |